# Rennrodel-Europameisterschaften 2026
Die 57. Rennrodel-Europameisterschaften sollen im Januar 2026 auf der Rennrodelbahn im thüringischen Oberhof ausgetragen werden. Die Wettbewerbe in den olympischen Ein- und Doppelsitzerdisziplinien sowie das Teamstaffelrennen sollen im Rahmen des sechsten Weltcuprennens der Weltcupsaison 2025/26 am 17. bis 18. Januar 2026 als Race-in-Racewertung mit den Weltcuprennen ausgetragen werden; die erstmalig bei Europameisterschaften ausgetragenen Mixed-Wettbewerbe sollen am 24. Januar 2026 im Rahmen des siebten Weltcuprennens ausgetragen werden.
Die von der Fédération Internationale de Luge organisierten kontinentalen Titelkämpfe werden nach 1979, 1998, 2004, 2013 und 2019 zum sechsten Mal in Oberhof stattfinden. Die Race-in-Race-Wettbewerbe (die Weltcuprennen sind gleichzeitig auch Europameisterschaftsrennen) finden in Ein- und Doppelsitzern für Männer und Frauen, der Disziplin Teamstaffel sowie erstmals in den Mixed-Wettbewerben für Ein- und Doppelsitzer ausgetragen. Abgesehen vom Teamstaffel und Mixed-Wettbewerben sind für die Rennen jeweils zwei Läufen vorgesehen. Zum siebten Mal gibt in den Ein- und Doppelsitzerwettbewerben auch U23-Wertungen.

## Vergabe
Im Zuge der Verlegung des ursprünglich für die Kunsteisbahn am Königssee geplanten vorolympischen Weltcupstation im Januar 2026, gab der Internationale Rodelverband im Juli 2025 die Ausrichtung der Europameisterschaften in Oberhof bekannt. Erstmals sollen Mixed-Wettbewerbe im Rahmen der Europameisterschaft gewertet werden, zudem werden die Wettbewerbe an zwei aufeinanderfolgenden Wochenenden ausgetragen.
Oberhof ist seit 1983 regelmäßiger Austragsort von Rennrodel-Weltcups. Die kontinentalen Titelkämpfe fanden in den Jahren 1979, 1998, 2004, 2013 und 2019 bereits fünf Mal auf der Bahn im Thüringer Wald statt; in den Jahren 1973, 1985, 2008 und 2023 war Oberhof zudem insgesamt vier Mal Austragsungsort von Weltmeisterschaften.

## Titelverteidiger
Bei den vorangegangenen Europameisterschaften 2025 in der Winterberger Veltins-Eisarena siegten Julia Taubitz im Frauen-Einsitzer, Jonas Müller im Männer-Einsitzer, das Frauen-Doppelsitzerpaar Selina Egle und Lara Kipp, die Männer-Doppelsitzer Tobias Wendl und Tobias Arlt sowie die Teamstaffel Österreichs in der Besetzung Madeleine Egle, Juri Gatt und Riccardo Schöpf, Jonas Müller sowie Selina Egle und Lara Kipp.

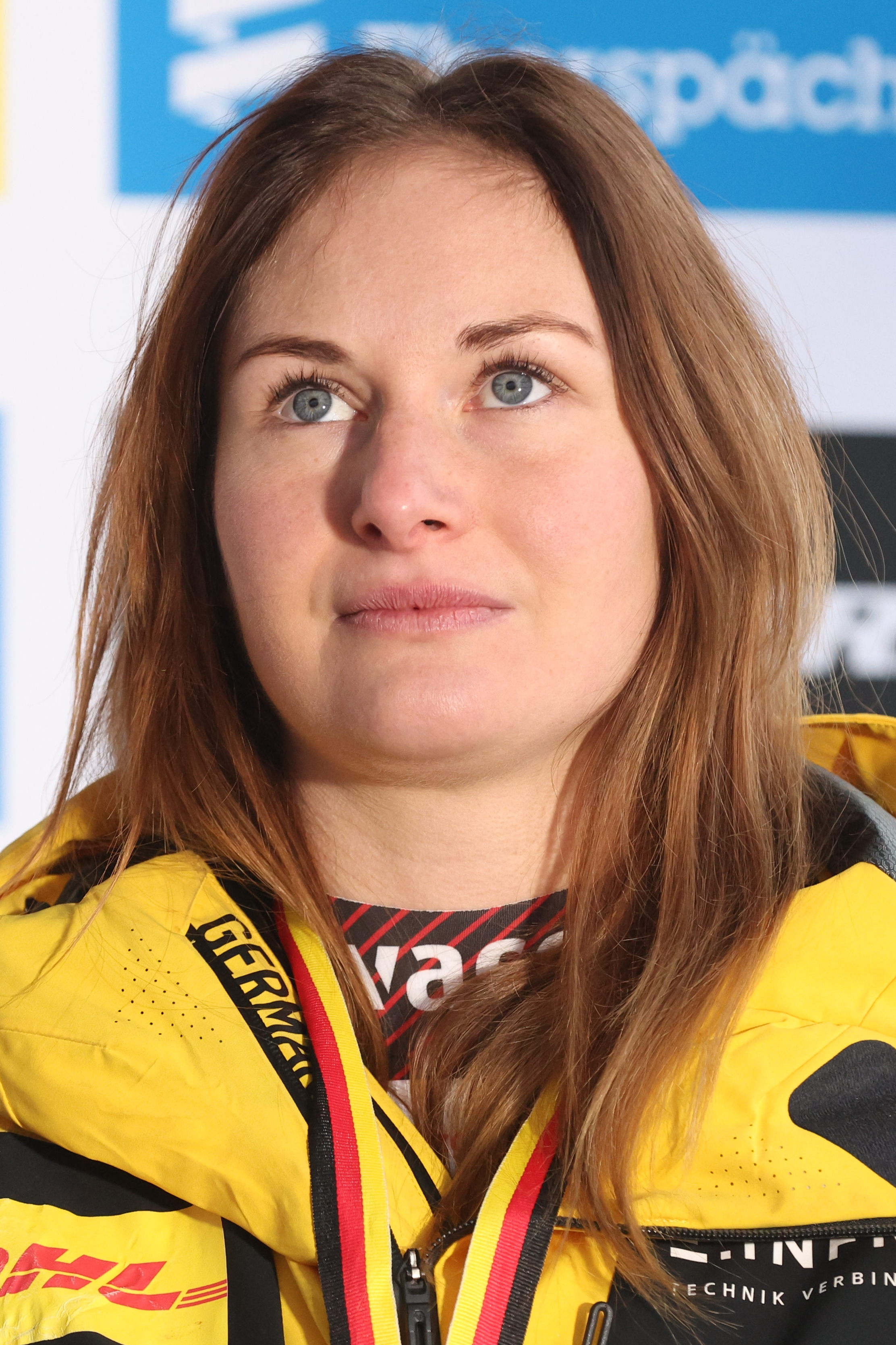
Taubitz
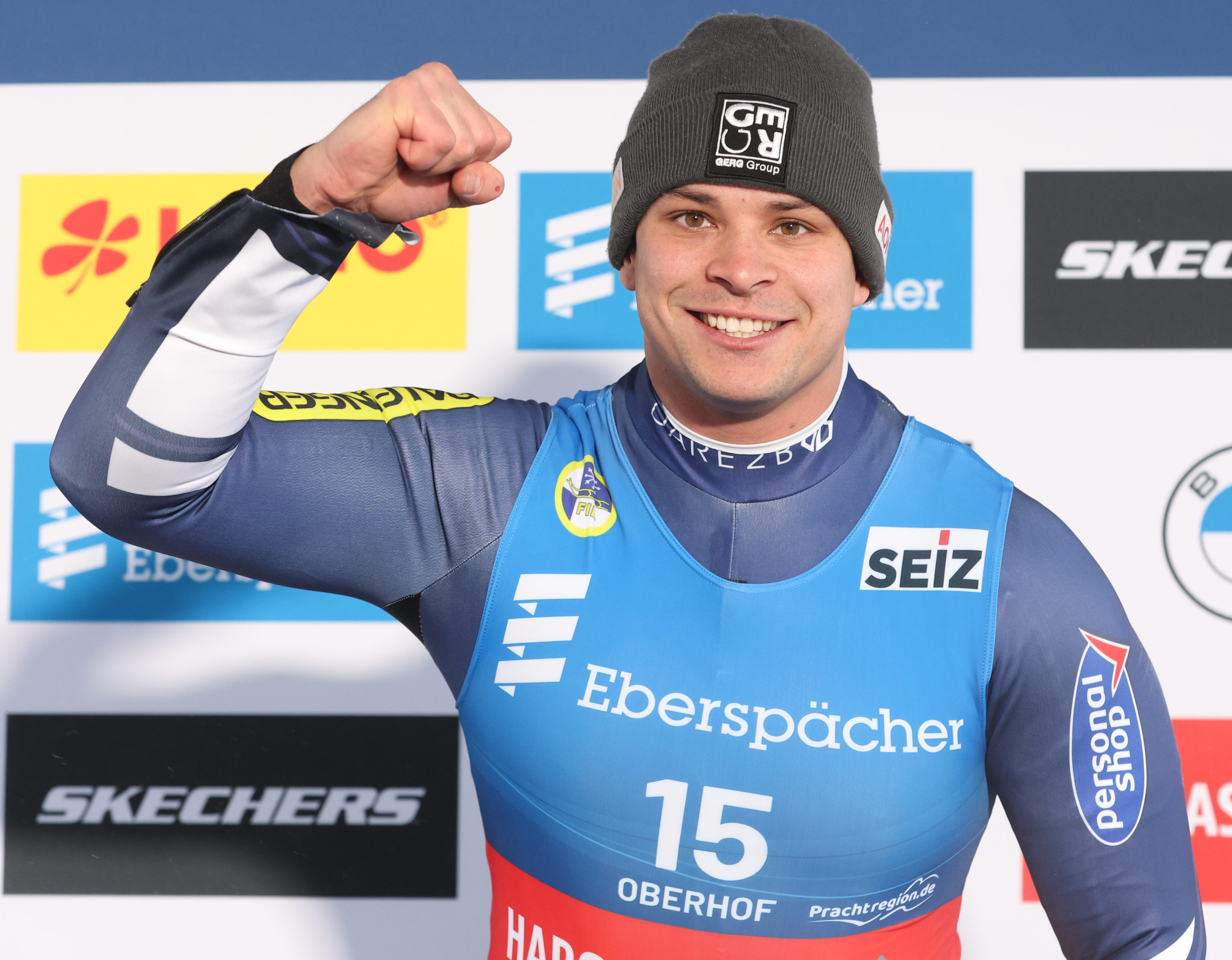
Müller
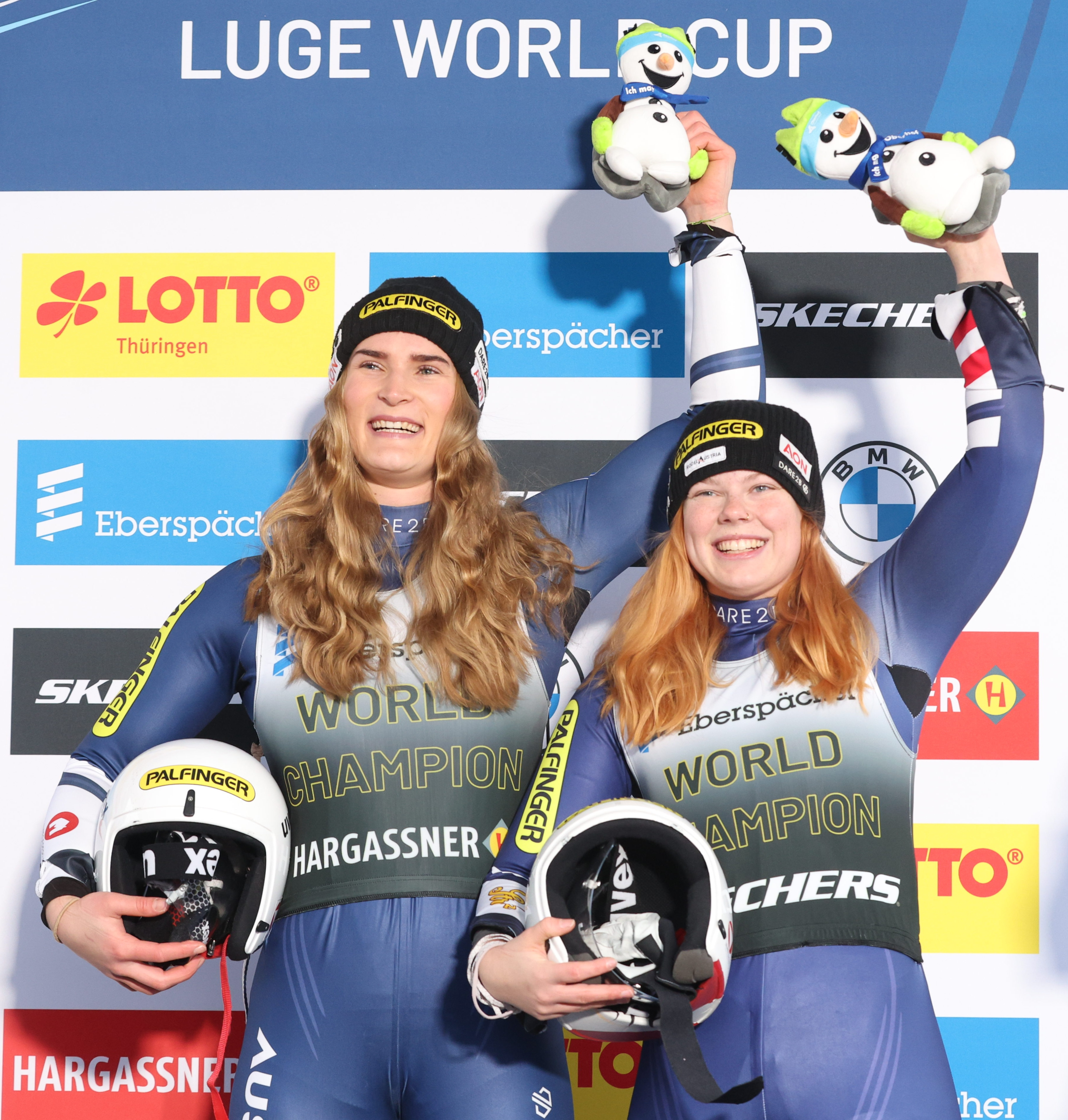
S. Egle/Kipp
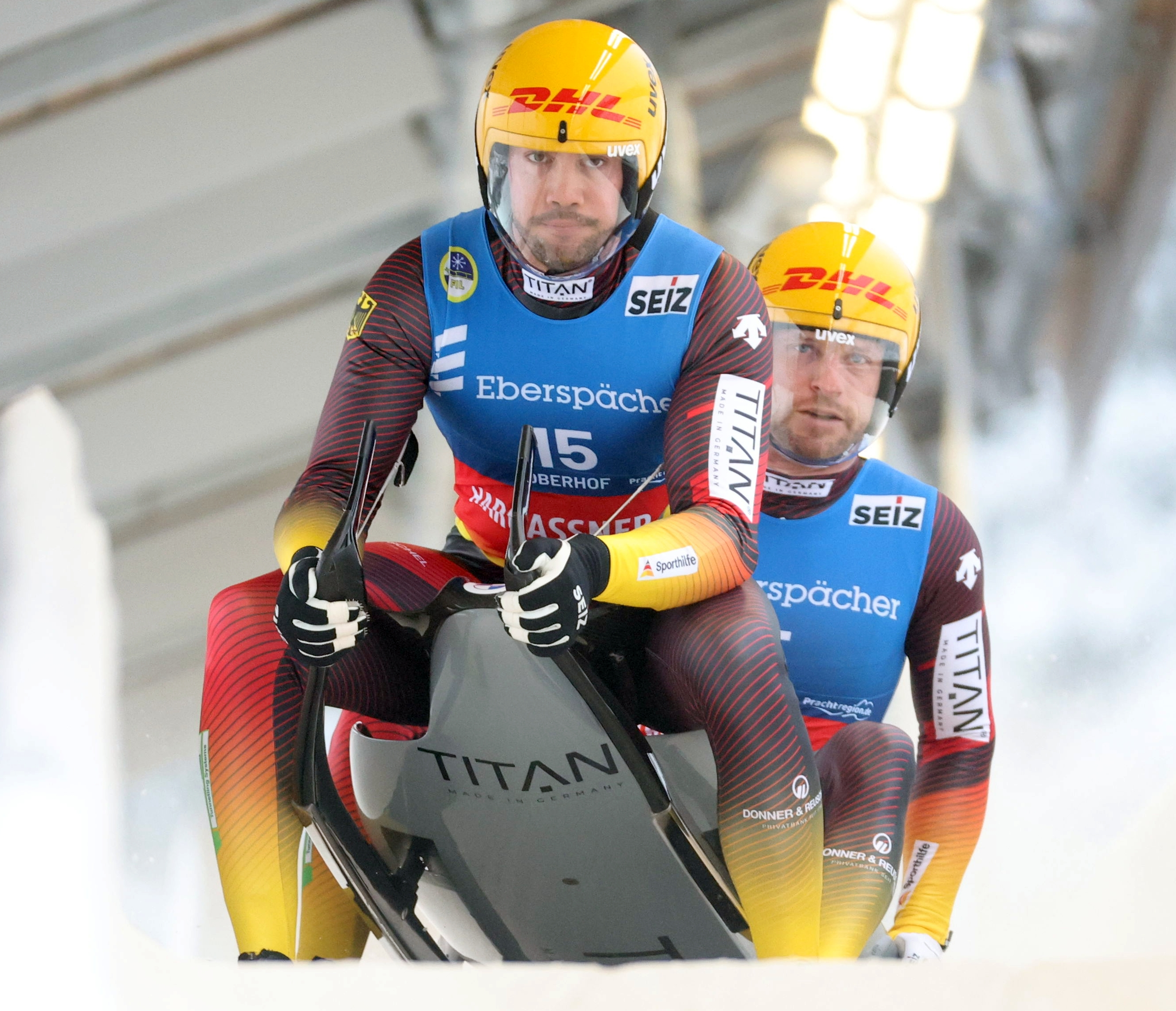
Wendl/Arlt
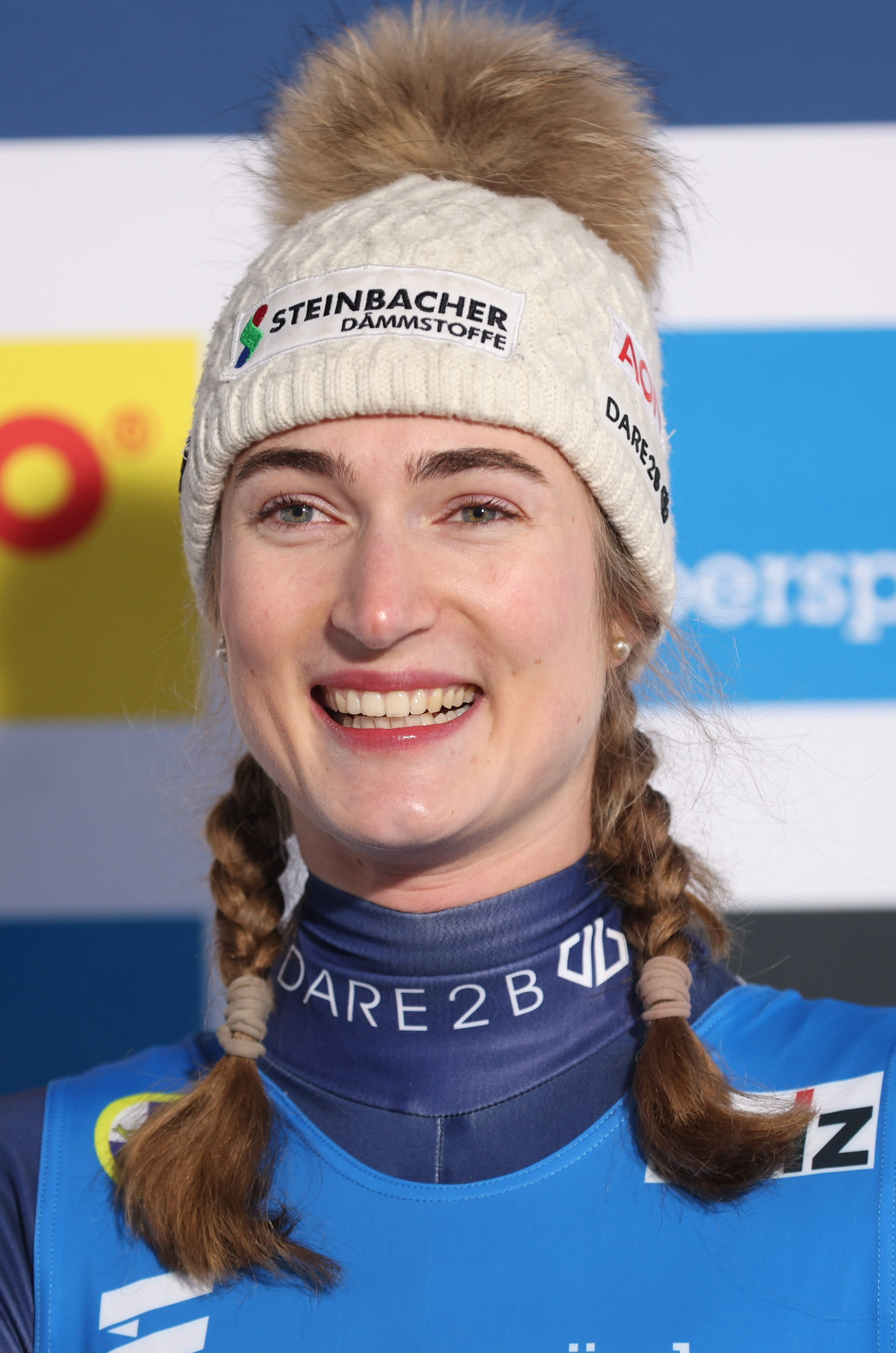
M. Egle
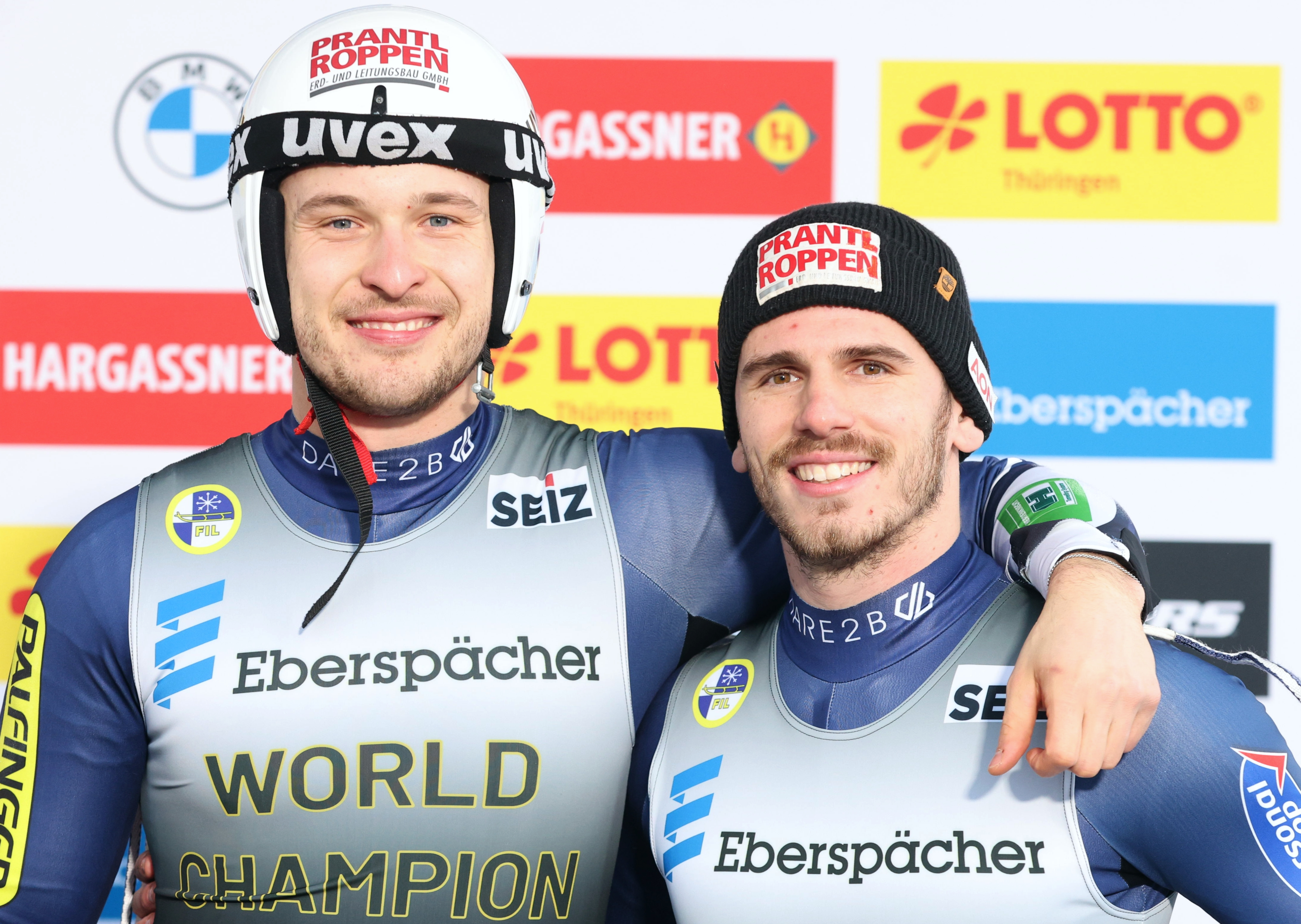
Gatt/Schöpf